# Топлообмен
Топлоoбменът е процес, при който две тела с различни температури обменят топлина. Тялото с по-висока температура отдава топлина на тялото с по-ниска температура. Процесът протича докато температурите на двете тела се изравнят (топлинно равновесие).
Условията за протичане на топлообмен са наличие на контакт между две тела и разлика в температурите им.
При топлообменът става обмен на вътрешна енергия между двете тела с различни температури. По-топлото тяло понижава своята температура, а по-студеното тяло повишава своята температура. Промяната на температурата на телата води до промяната и на вътрешната им енергия.

## Топлопроводност
При топлопроводността (наричана още кондукция) се осъществява пренос на топлина между две части на едно тяло с различна температура. Топлинната енергия се предава от частта на тялото с по-висока температура (т.е. с повече топлинна енергия) към частта на тялото, където температурата е по-ниска. Процесът продължава докато температурата в цялото тяло се изравни. Топлопровеждане протича винаги когато съществуват температурни разлики в една система от непрекъсната материя.
Топлинната енергия всъщност е кинетичната енергия на трептящите градивни частици на материята. Топлопроводността съответно представлява пренос на тази кинетична енергия и се осъществява при хаотичните сблъсъци на частиците.

## Конвекция
Конвекцията е топлообмен подпомогнат от механичното движение на частиците в рамките на флуид (газ или течност). Тя винаги е съпровождана от топлопроводност. За разлика от твърдите тела, веществото във флуидите може да се движи свободно в своя обем което способства за по-интензивна топлопроводност.
```
За това някои смятат, че обмена на топлина при конвекцията става на макро ниво. За разлика от топлопроводността (при твърдите тела), за които се счита, че обменът става на микро ниво.
```

Естествената или свободна конвекция се дължи на архимедова сила|архимедовите сили възникващи поради разлика в плътността на части от флуида с различни температури. По-топлата част има по-малка плътност, съответно е по-лека, и затова започва конвективното и придвижване нагоре. В резултат по-топлите частици на флуида влизат в контакт с много по-студените частици в горния слой на флуида при което съпровождащата топлопроводност е много по-интензивна. При липса на конвекция частиците влизат в контакт само със съседните на тях, между които има по-малка температурна разлика съответно по-бавна топлопроводност. Тъй като архимедовите сили възникват само в гравитационно поле така и естествената конвекция също е невъзможна без наличието на такова поле.
Принудената конвекция, от своя страна, се дължи на механичното разбъркване на флуида посредством бъркалки, вентилатори, помпи и др.

## Лъчение
Топлообменът чрез лъчение се дължи на топлинното излъчване на телата и последващото поглъщане на тази енергия от други тела. Излъчване настъпва заради постоянните взаимни сблъсъци на градивните частици на нагрятото тяло, вследствие на което те преминават в състояние с по-висока енергия. При последващото им връщане в по-нискоенергетично състояние, се освобождава енергия във вид на фотони. Тези фотони могат да се погълнат от друго тяло при което то повишава своята температура. Всички тела с температура над абсолютната нула излъчват топлина, така че резултатния топлообмен зависи както от скоростта на излъчване на отделните тела в една система, така и от тяхната поглъщателна способност. Големината на излъчваната енергия е правопропорционална на лицето на излъчващото тяло и на четвърта степен на неговата абсолютна температура.
Чрез лъчение се извършва топлообмен между Слънцето и Земята.

## Исторически развитие на схващанията за топлообмен
Преди време се е считало, че топлинната енергия не се преобразува от един вид в друг. Смятало се е, че топлината се съдържа в особен вид материя – топлород. Това вещество подобно на флуид просто се преливало от едно тяло в друго. Думата калория идва именно от тук – с calorie на латински се означава топлород.

## Примери за топлообмен
Топлообменът е от голямо значение за науката и практиката. Като се започне от направата на дрехи и се стигне до обмена на топлина в Слънцето. Субективното ни усещане за топло и студено, което е приближение на реалната температура на също се влияе от способността на телата да обменят топлина. Например зимните дрехи задържат въздух в дебелите си стени, който е лош проводник на топлина. Ако намокрим дрехите си, ни става студено заради по-голямата топлопроводимост на водата която е изместила въздуха в дрехите. Вятърът представлява конвективно движение на въздуха което способства за ускоряване на топлообмена и затова в студено и ветровито време ни е по-студено отколкото когато не е ветровито.